# Sportowe życie
Sportowe życie (ang. This Sporting Life) – brytyjski dramat obyczajowy z 1963 roku w reżyserii Lindsaya Andersona. Film utrzymany jest w konwencji nurtu kitchen-sink drama. Adaptacja powieści Davida Storeya pod tym samym tytułem (wyd. polskie: Sportowe życie, 1976).

## Fabuła
Anglia lat 50. XX wieku. Młody i ubogi górnik Frank Machin jest graczem rugby. Utalentowany i ambitny szybko pnie się w górę po drabinie sportowej kariery. Dostrzeżony przez bonzów z branży przechodzi na zawodowstwo i zaczyna zarabiać spore pieniądze. Jego cechy charakteru, które doskonale sprawdzają się na boisku, uniemożliwiają mu jednak udany związek z wdową i zarazem swoją gospodynią Margaret. 

## Obsada
- Richard Harris – Frank Machin
- Rachel Roberts – Margaret Hammond
- Alan Badel – Gerald Weaver, właściciel drużyny rugby
- William Hartnell – "Dad" Johnson
- Colin Blakely – Maurice Braithwaite, zawodnik
- Vanda Godsell – Anne Weaver, żona Geralda
- Anne Cunningham – Judith, dziewczyna Maurice'a
- Jack Watson – Len Miller, kapitan drużyny
- Arthur Lowe – Charles Slomer, właściciel drużyny rugby
- Harry Markham – Wade, trener drużyny
- George Sewell – Jeff, zawodnik
- Leonard Rossiter – Phillips, dziennikarz sportowy
- Katherine Parr – pani Farrer, sąsiadka Margaret
- Bernadette Benson – Lynda, córka Margaret
- Andrew Nolan – Ian, syn Margaret
- Peter Duguid – doktor
- Wallas Eaton – kelner
- Anthony Woodruff – starszy kelner
- Tom Clegg – Gower, zawodnik
- Ken Traill – Ken, trener
- Frank Windsor – dentysta
- Kim Leslie – piosenkarz w nightclubie
- Edward Fox – Bruce, barman

i inni. 

## Produkcja
Sportowe życie był debiutem fabularnym Lindsaya Andersona – jednej z czołowych postaci brytyjskiego kina zaangażowanego lat 60. (nurtu tzw. "młodych gniewnych"), adaptacją głośnej, autobiograficznej powieści Davida Storeya pod tym samym tytułem. Był filmem przełomowym dla brytyjskiej kinematografii, jednym z najciekawszych dzieł "nowego realizmu". Odbrązawiał funkcjonujący na Zachodzie mit awansu społecznego. Przyrównywany do innego arcydzieła kina brytyjskiego tego okresu – Samotności długodystansowca Tony’ego Richardsona z 1962. Zarówno sam film jak i powieść były mocno usadowione w nurcie kitchen-sink drama – podgatunku kina brytyjskiego końca lat 50. przedstawiającego życie ludzi z klasy robotniczej w realistycznych i zwykle ponurych warunkach.

## Krytyka

### Wielka Brytania
Film miał swoją premierę w Londynie 7 lutego 1963 roku. Chociaż miał kłopoty z cenzurą (sceny nagich mężczyzn w łaźni i gwałt Franka na Margaret), został na ogół dobrze przyjęty przez krytyków na wyspach (otrzymał aż pięć nominacji do nagrody BAFTA w różnych kategoriach, w tym jedną wygraną). Chwalono wierność literackiemu pierwowzorowi, aktorstwo oraz jego nowatorskość (ukazanie złożoności relacji w społeczności klasy robotniczej w sposób, który nigdy wcześniej nie miał miejsca w brytyjskim filmie). W opinii krytyków na realizm filmu w dużym stopniu wpływ miały zdjęcia (czarno-białe, robione w autentycznych plenerach, bez retuszu). 
Film został na ogół życzliwie przyjęty przez środowisko rugby za wprowadzenie tego sportu do przestrzeni publicznej. Sam  Harris został honorowym członkiem Wakefield Trinity, zawodnicy i działacze zostali zaproszeni na premierę. Po mimo to, niektórzy działacze tej dyscypliny skarżyli się, że film nie był uczciwą refleksją i był „szkodliwy dla idei rugby”. 
Sportowe życie nie był komercyjnym sukcesem. Sygnalizował koniec brytyjskiej "nowej fali" i obecnie uważa się go za ostatniego przedstawiciela tego nurtu. Chociaż jego styl i przesłanie wciąż wywierały wpływ na widzów, porażka w kasach oznaczała, że producenci nie będą więcej inwestować swoich pieniędzy w "ostre", realistyczne tematy. Dało się odczuć, że widzowie ponownie zwracają się ku eskapizmowi. Widoczna nędza i złożoność emocjonalna filmu okazały się niepopularne zarówno wśród krytyków, jak i publiczności. Sam Anderson twierdził po latach, że jeden z jego sponsorów (John Davis – szef wytwórni Rank Organisation) powiedział mu, że „publiczność wyraźnie pokazała, że nie chce ponurego dramatu kitchen-sink” i zapewnił, że nigdy więcej nie zaangażuje się już w tego typu film. Przez następne cztery lata Anderson nie zrobił żadnego filmu.  

Nietrudno zrozumieć, dlaczego "To sportowe życie" nie był komercyjnym sukcesem. [...] "Z soboty na niedzielę" Karela Reisza lub "Smak miodu" Tonego Richardsona ukazują trudne problemy i malują "żwirowy" obraz Anglii, który daje jednak nadzieję, że duch może zatriumfować. W przeciwieństwie do nich, "To sportowe życie" jest całkowicie, nieubłaganie ponury. Nie oznacza to jednak, że film jest w jakikolwiek sposób porażką. W rzeczy samej jest to prawdopodobnie najbardziej ceniony film "nowej fali".

### Stany Zjednoczone
Sportowe życie miało swoją premierę Stanach Zjednoczonych w lipcu 1963 roku. Spotkało się z bardzo życzliwym przyjęciem krytyków. Chwalono reżyserię oraz aktorstwo pary Harris-Roberts "[...] naprawdę dramatyczny, przejmujący i żywy styl, ponury, powszechnie rozpoznawalny świat, od którego nie ma ucieczki." – tak pisał o filmie The New York Times. Nowojorska premiera filmu była wielkim sukcesem. Obraz zyskał dwie nominacje do nagrody Oscara i Złotego Globu.

Harris daje dominujący, inteligentny występ jako arogancki, bulwersujący, zasadniczo prosty piłkarz. Roberts jako stłumiona wdowa, przynosi godne pochwały światło i cień, a także przejmującą rolę.

### Polska
Film miał swoją premierę w Polsce wiosną 1964 roku. Podobnie jak i na całym świecie spotkał się z bardzo życzliwym przyjęciem krytyków. Rok wcześniej jego pojawienie się na ekranach światowych kin zostało dostrzeżone przez tygodnik Film. Magazyn pisał o nim jako o filmie intrygującym Anglię i coraz bardziej interesującym światową opinię publiczną. Podobnie jak za granicą chwalono aktorstwo, zwłaszcza Harrisa. Film był emitowany w TVP w latach 70. i 80. za każdym razem wywołując żywe zainteresowanie zarówno widzów jak i krytyków. 

To fascynujące, w swoim rodzaju widowisko nie jest zresztą bynajmniej tendencyjne, jest po prostu okrutnie realistyczne, czyli odważne...

### Po latach
W 45 lat po premierze filmu, z racji wydania go DVD, Artur Ryel-Lindsey pisał na łamach Slant Magazine o Sportowym życiu jako o anomalii – "mistrz sportu to antybohater, gdzie sam sport reprezentuje życie w klasie robotniczej i jest bezpośrednio utożsamiany z pracą w brudzie, a gracz jest oskarżany o nic nie robienie za wygórowaną kwotę pieniędzy, którą zarabia". Jedno z najlepszych przedstawień sportu, jakie kiedykolwiek utrwalono na taśmie filmowej. W rankingu popularnego, filmowego serwisu internetowego Rotten Tomatoes obraz posiada obecnie (2025) wysoką, 96-procentową, pozytywną ocenę "czerwonych pomidorów". Sportowe życie, uznawany jest za jeden z najlepszych filmów brytyjskich, jeden z najlepszych filmów o tematyce sportowej (Wściekły byk brytyjskiego kina), "dramat społeczny w najlepszym wydaniu". Kreacja Richarda Harrisa (jego pierwsza główna rola) uznawana jest za najlepszą w jego karierze (na co nie bez znaczenia miał fakt, że Harris w młodości uprawiał rugby). Rola Franka Machina przyniosła mu nagrodę za pierwszoplanową rolę męską na XVI MFF w Cannes. 

## Plenery
Zdjęcia do filmu kręcono w Anglii w następujących lokacjach:
- hrabstwo North Yorkshire - (Bolton Abbey, Skipton);
- hrabstwo West Yorkshire - Halifax (stadion rugby Thrum Hall), Wakefield (stadion Belle Vue, Locarno Nightclub), Drighlington (kościół św. Pawła i cmentarz)[21].

## Nagrody
| Rok  | Nazwa/Wydarzenie | Nagroda/Kategoria                          | Nominowany       | Rezultat  |
| ---- | ---------------- | ------------------------------------------ | ---------------- | --------- |
| 1964 | Oscar            | Najlepszy aktor pierwszoplanowy            | Richard Harris   | nominacja |
| 1964 | Oscar            | Najlepsza aktorka pierwszoplanowa          | Rachel Roberts   | nominacja |
| 1964 | BAFTA            | Najlepszy film brytyjski                   | Lindsay Anderson | nominacja |
| 1964 | BAFTA            | Najlepsza aktorka brytyjska                | Rachel Roberts   | nagroda   |
| 1964 | BAFTA            | Najlepszy aktor pierwszoplanowy            | Richard Harris   | nominacja |
| 1964 | BAFTA            | Najlepszy scenariusz brytyjski             | David Storey     | nominacja |
| 1964 | BAFTA            | Najlepszy film z jakiegokolwiek źródła     | Lindsay Anderson | nominacja |
| 1963 | MFF w Cannes     | Najlepsza pierwszoplanowa rola męska       | Richard Harris   | nagroda   |
| 1963 | MFF w Cannes     | Złota Palma                                | Lindsay Anderson | nominacja |
| 1964 | Złoty Glob       | Najlepsza aktorka w filmie dramatycznym    | Rachel Roberts   | nominacja |
| 1964 | Złoty Glob       | Najlepszy film zagraniczny (anglojęzyczny) | Lindsay Anderson | nominacja |